# Mientras dure la guerra
Mientras dure la guerra is een Spaans-Argentijnse film uit 2019,  geregisseerd door Alejandro Amenábar.

## Verhaal
De gerespecteerde auteur Miguel de Unamuno is rector van de Universiteit van Salamanca. Na het uitbreken van de burgeroorlog, besluit hij om de staatsgreep publiekelijk te steunen in de hoop dat het de chaotische situatie in het land zal oplossen. Ondertussen slagen nationalisten erin de controle over Salamanca over te nemen en generaal Francisco Franco verhuist zijn hoofdkwartier naar de stad. Sommige collega's van Unamuno zitten gevangen op beschuldiging van verraad. Unamuno besluit naar Franco's paleis te gaan om genade te vragen voor zijn gevangengenomen vrienden.

## Rolverdeling
| Acteur                | Personage                  |
| --------------------- | -------------------------- |
| Karra Elejalde        | Miguel de Unamuno          |
| Eduard Fernández      | José Millán-Astray         |
| Santi Prego           | Francisco Franco           |
| Nathalie Poza         | Ana Carrasco Robledo       |
| Tito Valverde         | Generaal Miguel Cabanellas |
| Luis Bermejo          | Nicolás Franco             |
| Patricia López Arnaiz | María de Unamuno           |
| Inma Cuevas           | Felisa de Unamuno          |
| Carlos Serrano-Clark  | Salvador Vila              |
| Luis Zahera           | Atilano Coco               |
| Ainhoa Santamaría     | Enriqueta Carbonell        |
| Mireia Rey            | Carmen Polo                |
| Luis Callejo          | Generaal Emilio Mola       |

## Ontvangst

### Recensies
Op Rotten Tomatoes geeft 63% van de 19 recensenten de film een positieve recensie, met een gemiddelde score van 7,25/10. Website Metacritic komt tot een score van 55/100, gebaseerd op 4 recensies, wat staat voor "Mixed or average reviews" (gemengde of gemiddelde recensies)

### Prijzen en nominaties
Een selectie:
| Jaar | Evenement                       | Categorie                     | Genomineerde                                             | Resultaat   |
| ---- | ------------------------------- | ----------------------------- | -------------------------------------------------------- | ----------- |
| 2019 | San Sebastián (67ste editie)    | Gouden Schelp voor beste film | Mientras dure la guerra                                  | Genomineerd |
| 2020 | Premios Goya (34ste uitreiking) | Beste film                    | Mientras dure la guerra                                  | Genomineerd |
| 2020 | Premios Goya (34ste uitreiking) | Beste regisseur               | Alejandro Amenábar                                       | Genomineerd |
| 2020 | Premios Goya (34ste uitreiking) | Beste acteur                  | Karra Elejalde                                           | Genomineerd |
| 2020 | Premios Goya (34ste uitreiking) | Beste mannelijke bijrol       | Eduard Fernández                                         | Gewonnen    |
| 2020 | Premios Goya (34ste uitreiking) | Beste vrouwelijke bijrol      | Nathalie Poza                                            | Genomineerd |
| 2020 | Premios Goya (34ste uitreiking) | Beste debuterend acteur       | Santi Prego                                              | Genomineerd |
| 2020 | Premios Goya (34ste uitreiking) | Beste debuterend actrice      | Ainhoa Santamaría                                        | Genomineerd |
| 2020 | Premios Goya (34ste uitreiking) | Beste origineel scenario      | Alejandro Amenábar, Alejandro Hernández                  | Genomineerd |
| 2020 | Premios Goya (34ste uitreiking) | Beste camerawerk              | Álex Catalán                                             | Genomineerd |
| 2020 | Premios Goya (34ste uitreiking) | Beste montage                 | Carolina Martínez Urbina                                 | Genomineerd |
| 2020 | Premios Goya (34ste uitreiking) | Beste artdirector             | Juan Pedro de Gaspar                                     | Gewonnen    |
| 2020 | Premios Goya (34ste uitreiking) | Beste productiemanager        | Carla Pérez de Albéniz                                   | Gewonnen    |
| 2020 | Premios Goya (34ste uitreiking) | Beste geluid                  | Aitor Berenguer, Gabriel Gutiérrez                       | Genomineerd |
| 2020 | Premios Goya (34ste uitreiking) | Beste speciale effecten       | Raúl Romanillos, Juanma Nogales                          | Genomineerd |
| 2020 | Premios Goya (34ste uitreiking) | Beste kostuums                | Sonia Grande                                             | Gewonnen    |
| 2020 | Premios Goya (34ste uitreiking) | Beste grime en haarstijl      | Ana López-Puigcerver, Belén López-Puigcerver, Nacho Díaz | Gewonnen    |
| 2020 | Premios Goya (34ste uitreiking) | Beste filmmuziek              | Alejandro Amenábar                                       | Genomineerd |